# Magtymguly Pyragy
Pyragy Magtymguly (persan : مخدومقلی فراغی Makhdumqoli  Farāghi ; Turkmène Magtymguly Pyragy ; prononciation turkmène : [mɑɣtɯmɢʊlɯ pɯɾɑːɣɯ] ; c. 1724 - 1807, né Magtymguly, est un chef spirituel turkmène, poète philosophique, soufi et voyageur considéré comme la figure la plus célèbre de l'histoire littéraire turkmène.
Magtymguly est le plus grand représentant de la littérature turkmène. Il est crédité de la création de la littérature écrite turkmène. Sa forme littéraire est devenue un symbole puissant de la conscience nationale historique et naissante du peuple turkmène.
Dans un contexte plus large, Magtymguly est souvent placé aux côtés de figures majeures du monde littéraire turc telles que Hoja Ahmad Yasawi, Yunus Emre, Ali-Shir Nava'i et Fuzouli.

## Biographie
Magtymguly est né à Haji Qushan, un village près de la ville de Gonbad-e Qabous dans la province actuelle du Golestan, en Iran, dont les steppes du nord sont connues sous le nom de Turkmen Sahra (steppes turkmènes). Elle appartient au vaste empire safavide dans la première moitié du XVIIIe siècle .
Le nom de Magtymguly signifie « esclave de Magtym », où Magtym est l'une des lignées sacrées du peuple turkmène. Cependant, le poète a également utilisé un nom de plume ou makhlas distinct dans ses poèmes, qui est « Feraghi ». Issu de l'arabe, il signifie « celui qui est séparé du » bonheur, ou union avec sa bien-aimée.
Le père de Magtymguly, Döwletmämmet Azady, lui-même poète instruit, est également un enseignant local et un mollah très apprécié.

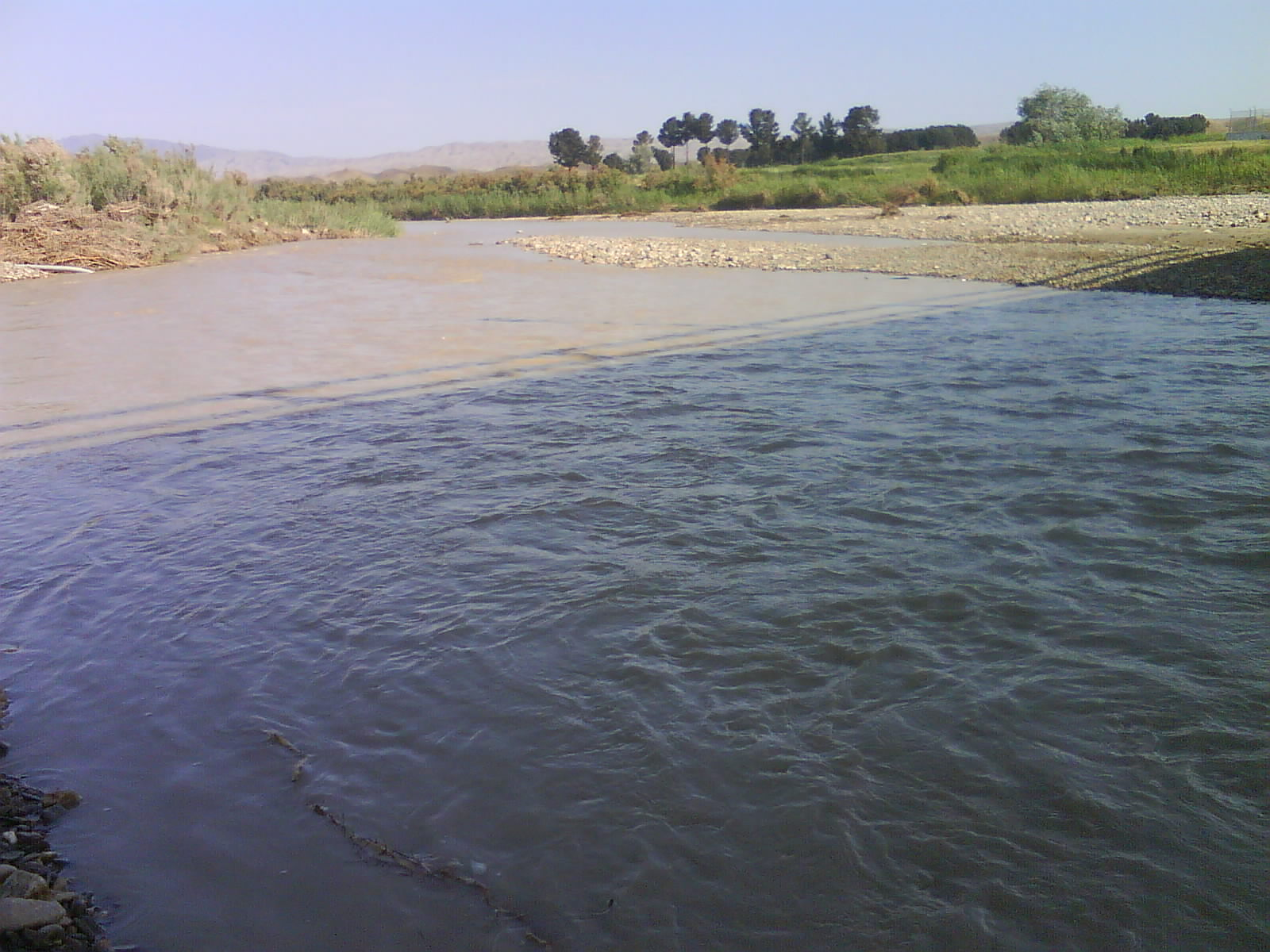
Rivière Atrak, Golestan, la région où Magtymguly est né et a vécu la majeure partie de sa vie.

Magtymguly reçoit de son père sa première éducation dans les langues turkmène, persane et arabe. Il apprend également des métiers ancestraux comme la fabrication du feutre et, selon certaines sources, la bijouterie.
Magtymguly poursuit ses études dans diverses madrassas (écoles religieuses d'enseignement supérieur), à Gyzyl Aýak, à Boukhara et à Khiva,. 
L'auteur livre dans ses poèmes des informations de base sur lui-même, sa famille et ses enfants . Dans son poème "Äleme belgilidir" (Connu dans le monde), Magtymguly dit : "Dites à ceux qui se renseignent sur moi que je suis un Gerkez, je suis originaire d'Atrak et que je m'appelle Magtymguly". Il identifie sa patrie comme les rives de la rivière Atrak et exprime son identité à travers sa tribu.
Magtymguly voyage beaucoup au cours de sa vie, principalement pour élargir son érudition, par exemple dans les territoires de l'Azerbaïdjan, de l'Inde, de l'Iran et de l'Ouzbékistan actuels.
La vie de famille de Magtymguly est peu connue. Une grande partie de ses poèmes d'amour est consacrée à une femme qu'il aimait et qui venait de son propre village, Meňli, mais qu'il n'a pu épousé .
Magtymguly meurt en 1807. Il repose dans le village d'Aq Taqeh-ye Qadim, dans la province du Golestan, en Iran. Sa tombe est le lieu de pèlerinages au cours desquels des prières et des « dhikrs » soufis sont accomplis par des membres de différents groupes ethniques  

## Soufisme et mysticisme
Un certain nombre de poèmes de Magtymguly affichent des attitudes philosophiques soufistes qui mettent l'accent sur certains enseignements et pratiques du Coran et de la sunna, décrivant des objectifs éthiques et spirituels.
Considéré comme un rite d'initiation souvent observé dans le soufisme, on pense que Magtymguly a reçu son talent poétique du prophète Mahomet dans l'un de ses rêves.
Cependant, un certain nombre de ghazals de Magtymguly, pris hors de leur contexte, semblent formuler des déclarations antinomiques à l'égard de la religion. Malgré cela, Magtymguly ne doit pas être comparé au poète ouzbek Mashrab, un soufi hétérodoxe antinomien pendu en 1712, ni au poète turkmène irakien Nesimi, qui a adopté une position d'auto-déification. L'hétérodoxie antinomienne ne semble pas être le courant majeur de la poésie de Magtymguly. Sa position conventionnelle, en fait, est la station soufie du khajrat (perplexité).

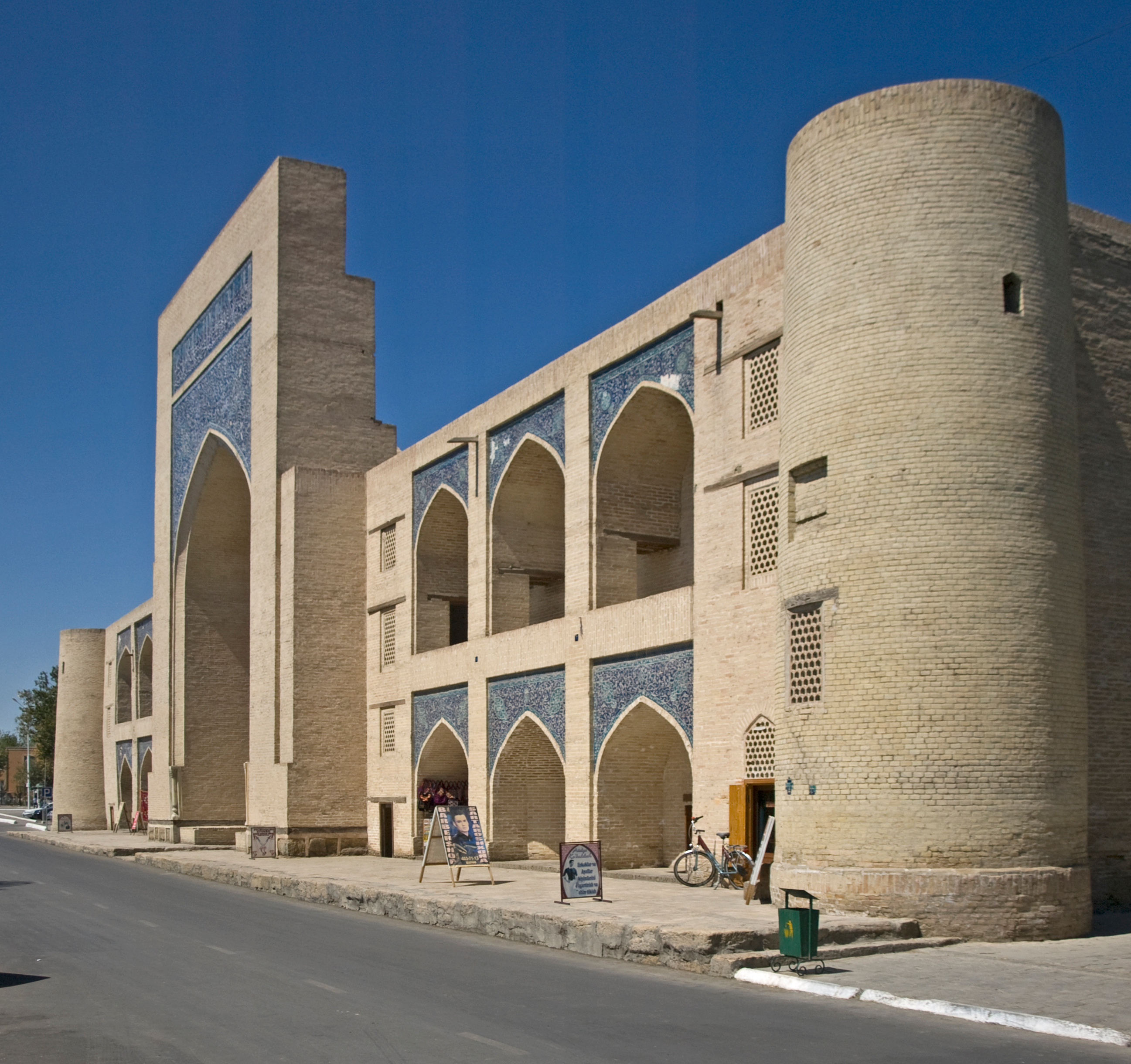
L'une des trois madrasas (école religieuse d'enseignement supérieur) où Magtymguly a étudié – Madrasa de Kukeldash, Boukhara (Ouzbékistan actuel)

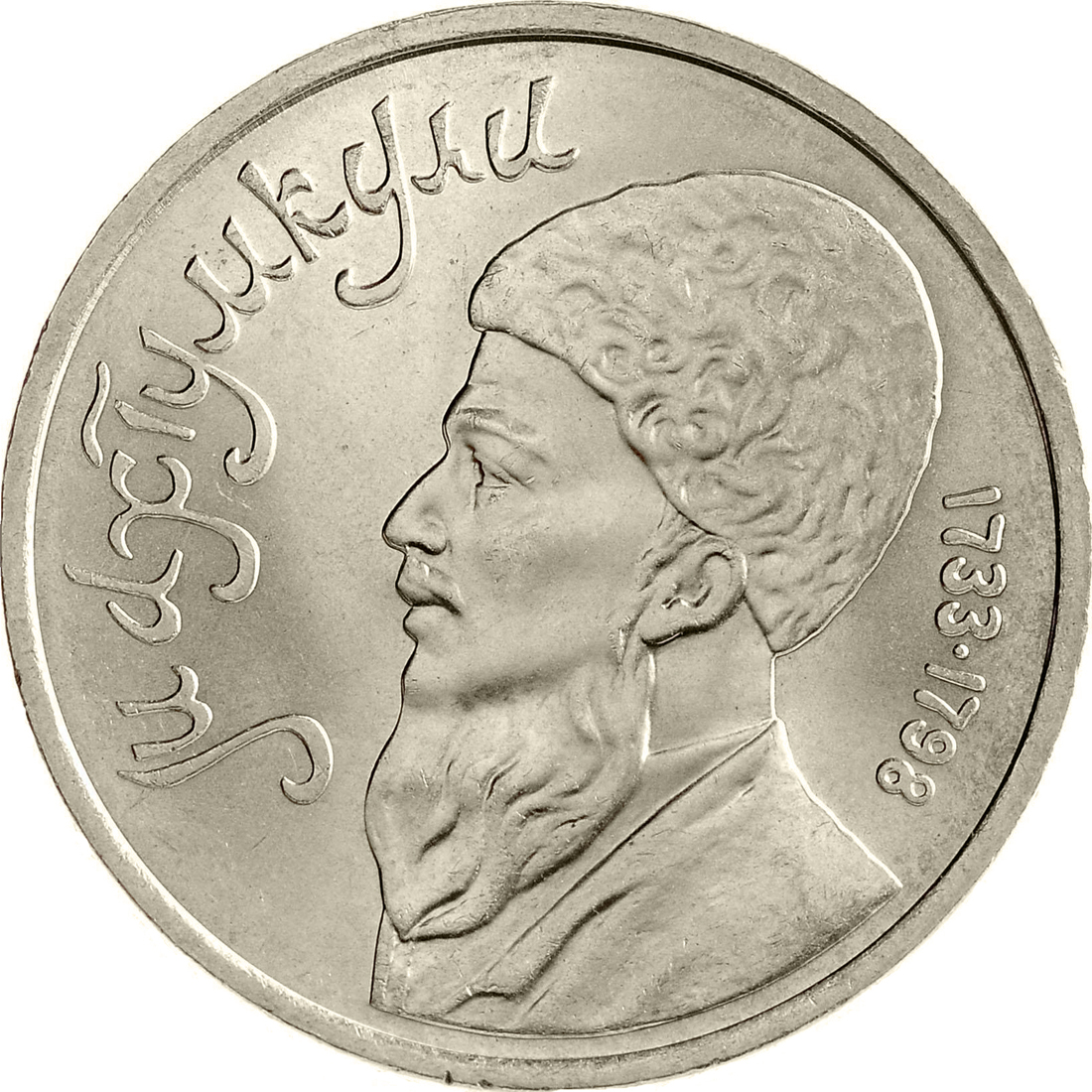
Pyragy Magtymguly sur un rouble soviétique, 1991

## Idéaux politiques
Magtymguly vit à une époque où les tribus turkmènes sont chassées de leur patrie et pillées à la suite d'affrontements constants avec l'Iran et Khiva. Il s'en indigne profondément et exprime ses sentiments de repentir dans ses poèmes . En effet, Magtymguly exprime une forte protestation sociale dans ses poèmes, mais sa pensée politique est principalement orientée vers l'unification des tribus turkmènes et l'établissement d'un régime politique indépendant pour les Turkmènes.
Magtymguly a eu le cœur brisé pour son peuple qui a été déplacé de ses foyers, vendu sur les marchés aux esclaves et dont les richesses ont été pillées, à une époque où se déroulaient des affrontements sanglants entre les tribus turkmènes et le Shah d'Iran et le Khanat de Khiva. Il a exprimé ces troubles dans ses poèmes. Asseoir l’unité turkmène a été son plus grand projet. (Encyclopédie de l’islam)

## Poésie

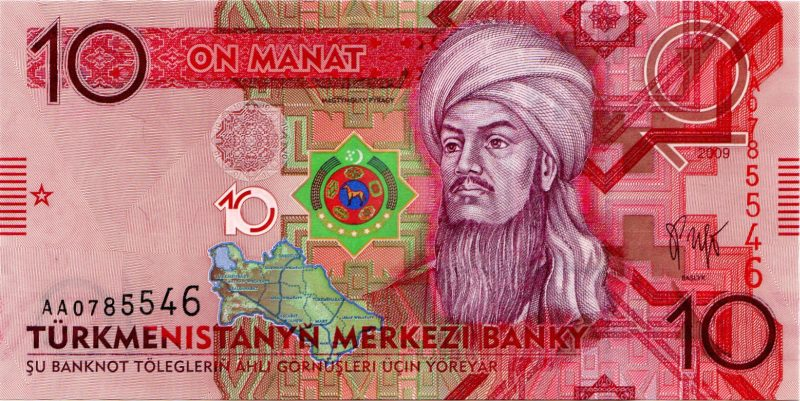
Billet de 10 manats du Turkménistan à l'effigie de Magtymguly (2009).

Magtymguly fut l'un des premiers poètes turkmènes à introduire l'utilisation du chagatai classique, la langue de cour des Khans d'Asie centrale, comme langue littéraire, incorporant de nombreuses caractéristiques linguistiques turkmènes. Sa poésie illustre une tendance vers une utilisation accrue des langues turques plutôt que du persan ; il est vénéré comme le fondateur de la poésie, de la littérature et de la langue turkmènes. La poésie de Magtymguly a également marqué le début d'une ère que les littérateurs décrivent comme « l'âge d'or » de la littérature turkmène. Sa forme littéraire est devenue un symbole puissant de la conscience nationale historique et naissante du peuple turkmène.
Contrairement à son père et à un autre poète turkmène éminent de l'époque, Andalib, Magtymguly employait la forme strophique, généralement des quatrains (qoshuk) pour ses poèmes, les rendant syllabiques. La grande majorité de ses poèmes se présentent sous la forme de chansons folkloriques turkmènes, qoshuk et aydish, ces dernières étant une forme de concours musical impliquant généralement deux poètes.

## Héritage
Magtymguly a eu une grande influence sur la poésie turkmène.
Il est souvent placé aux côtés de figures majeures du monde littéraire turc telles que Hoja Ahmad Yasawi, Yunus Emre, Ali-Shir Nava'i et Fuzouli.
Le 27 juin est célébré au Turkménistan comme « la Journée des travailleurs de la culture, des arts et de la poésie de Magtymguly Fragi ».

### Les monuments
Des monuments à la gloire de Pyragy Magtymguly sont installés dans des villes de l'ex-URSS, notamment à Kiev (Kiev), Astrakhan, Tachkent  et Khiva, ainsi qu'en Iran et en Turquie. Un monument à Magtymguly en béton et en pierre naturelle a été érigé sur la place Magtymguly sur l'avenue Magtymguly au centre d'Achgabat en 1971. Il est également l'une des nombreuses statues qui entourent le Monument de l'Indépendance à Achgabat. Les statues représentent des personnes louées dans le Ruhnama, un guide spirituel écrit par le président turkmène Saparmurat Niyazov.

### Toponymes
- Magtymguly est une ville de l'extrême sud-ouest du Turkménistan, dans la province des Balkans, le centre administratif du district de Magtymguly[32].
- Magtymguly est une zone située dans un champ de gaz et de pétrole au Turkménistan[33].

### Institutions et organisations

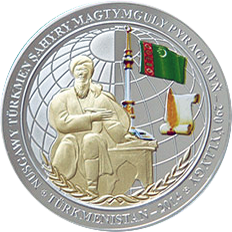
Pièce commémorative turkmène représentant Magtymguly.

Les éléments suivants portent le nom de Magtymguly :
- Université d'État turkmène [34]
- Institut national de langue, littérature et manuscrits de Magtymguly [35]
- Théâtre musical et dramatique Magtymguly à Achgabat[36]
- Organisation de jeunesse du Turkménistan[37]
- Une bibliothèque à Kiev[38]

### Cinéma
- Makhtumkuli (1968, producteur Alti Karliyev ) — le rôle est joué par Hommat Mulluk[39].
- Fragi – Razluchyonnyy so schastyem (1984, producteur Khodzhakuli Narliev ) — le rôle est joué par Annaseid Annamuhammedov[40].

En 1959, l'URSS émet un timbre-poste pour marquer le 225e anniversaire de la naissance de Magtymguly. En 1983, l'URSS a émis un autre timbre pour marquer le 250e anniversaire de sa naissance. Le Turkménistan a émis un billet de 10 manats à son effigie en 2009.

### Autre
- En 1974, une composition orchestrale de Veli Mukhatov est créée "À la mémoire de Magtymguly"[43].
- En 1992 est créé le Prix international Magtymguly dans le domaine de la langue et de la littérature turkmènes[44].
- En 2013, le compositeur Mamed Huseynov a écrit un opéra intitulé « Monologues de la pyramide de Magtymguly »[45].
- De 2002 à 2008, le mois de mai au Turkménistan portait le nom de « Magtymguly »[46].
- En 2014, la Médaille Magtymguly Pyragy a été créée pour récompenser de grandes réalisations dans l'étude, la diffusion et la promotion du patrimoine créatif de Magtymguly[47].
- Un cargo sec turkmène s'appelle "Magtymguly"[48].

## Voir également
- Histoire du Turkménistan
- Littérature turkmène

## Note
1. ↑  Aussi romanisé en Makhdūm Qulī[1].